# R. Sriram
R. Sriram (* 1954 in Madras, heute Chennai) ist ein indischer Yoga-Lehrer und Autor.

## Leben
R. Sriram war viele Jahre Schüler von T. K. V. Desikachar, einem Sohn von T. Krishnamacharya. Er begann seine Lehrtätigkeit in Desikachars Yogaschule in Madras, bevor er 1987 nach Deutschland übersiedelte. Heute unterrichtet er in Beerfelden-Airlenbach im Odenwald, München und  Chennai.

## Werke
- Yoga – neun Schritte in die Freiheit, Berlin 2001
- Yoga und Gefühle – mit allen Sinnen leben, Berlin 2004
- Heilende Klänge des Veda – Mantras zur Entspannung und Meditation, Bielefeld 2011
- Wünsche dir alles, erwarte nichts und werde reich beschenkt – indische Philosophie für ein erfülltes Leben, München 2012
- Das Geheimnis des Atmens: Mit Yoga die eigene Kraftquelle entdecken, Freiburg 2021

Als Herausgeber:
- Das Yogasutra – von der Erkenntnis zur Befreiung, Patanjali, Stuttgart 2006 (Einführung und Übersetzung R. Sriram)